# گراب کوچک
گراب کوچک(بیر)  روستایی از توابع بخش طرهان شهرستان کوهدشت در استان لرستان ایران است که در سال پیش رو به شهرگراب متصل می شود

## جمعیت
این روستا در دهستان طرهان شرقی قرار دارد و براساس سرشماری مرکز آمار ایران در سال ۱۳۸۵، جمعیت آن ۶۰۶ نفر (۱۱۹خانوار) بوده‌است.